# 查尔斯·格兰姆斯
查尔斯·格兰姆斯（英語：Charles Grimes，1935年7月9日—2007年2月5日），美国男子赛艇运动员。他曾代表美国参加1956年夏季奥林匹克运动会赛艇比赛，获得男子八人单桨有舵手金牌。